# Новокотовск
Новокото́вск — село в Слободзейском районе непризнанной Приднестровской Молдавской Республики. Вместе с сёлами Фрунзе, Новая Андрияшевка, Приозёрное, Старая Андрияшевка, Уютное и посёлком при ж/д станции Новосавицкая входит в состав Фрунзенского сельсовета.
Село расположено в восточной части района, в 25 км от Слободзеи и в 3 км от украинской железнодорожной станции Кучурган. Село было основано в 1927 году. В районе курганной группы возле Ново-Котовска в 1988 году были открыты памятники сабатиновской культуры, специфические археологические памятники — зольники — по одной из гипотез, ритуальные сооружения, посвящённые культу очага.
По данным переписи населения ПМР 2004 года численность населения села составляла 482 жителя (219 мужчин и 263 женщины), из них русские составляют — 287 человек (60 %), украинцы — 145 (30 %), молдаване — 36 (7 %), гагаузы — 9 ( 2 %). Большинство населения исповедует православие. В селе насчитывается 205 домохозяйств.
На территории села расположены: Ново-Котовская общеобразовательная школа, Дом культуры, отделение связи, фельдшерско-акушерский пункт, ООО «Рустас», МППК с. Ново-Котовск, магазин, памятник советским войнам.